# Камповико (Сондрио)
Камповико је насеље у Италији у округу Сондрио, региону Ломбардија.
Према процени из 2011. у насељу је живело 632 становника. Насеље се налази на надморској висини од 235 м.